# Миним (озеро)
Миним (фр. Lac des Minimes) — одно из трёх искусственных озёр Венсенского леса. Площадь зеркала озера составляет ~ 0,06 км². Находится в северо-восточной части Венсенского леса. На озере имеется три острова (Порт Жон, Северный и Южный). Как и три других озера парка (Сен-Мандэ, Гравель и Домениль), Миним является частью гидросистемы Венсенского леса, которая обеспечивает подпитку озёр водами Сены.

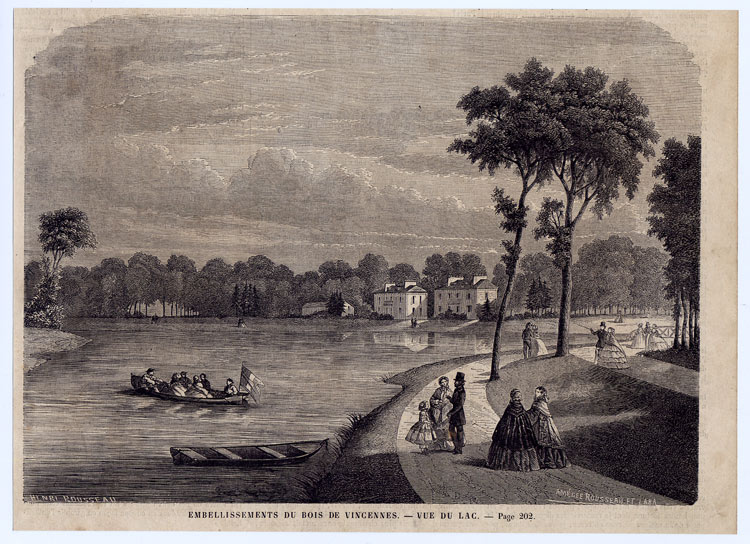
Вид на озеро Миним (гравюра Анри Руссо, 1860 год)

Озеро было вырыто в 1857 году, во время преобразования Венсенского леса в парк, под руководством инженера Жана-Шарля Альфана. Своё название озеро получило от расположенного неподалёку бывшего монастыря ордена Минимов.